# Stratton St Margaret
Stratton St Margaret – osada i jednostka administracyjna (civil parish) w Anglii, w hrabstwie ceremonialnym Wiltshire, w dystrykcie (unitary authority) Swindon. Obejmuje północno-wschodnią część miasta Swindon oraz przedmieścia. Jednostka liczy 22 698 mieszkańców (2011).